# Зловісне око (фільм, 1917)
«Зловісне око» (англ. The Evil Eye) — американська драма режисера Джорджа Мелфорда 1917 року.

## У ролях
- Бланш Світ — доктор Кетрін Торранс
- Том Форман — Леонард Шелдон
- Вебстер Кемпбелл — Френк Кінг
- Дж. Паркс Джонс — Кліффорд Шелдон
- Волтер Лонг — Мексиканець Джо
- Рут Кінг — Роза
- Вільям Дейл — Майкл
- Едіт Чепман